# Air Kazakhstan

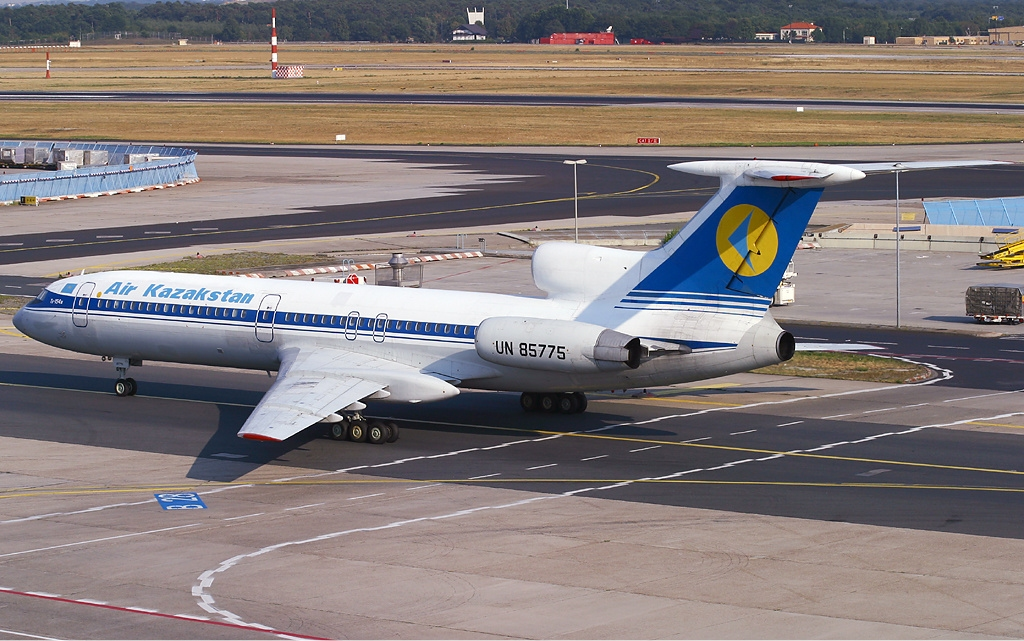
Tu-154M w malowaniu linii Air Kazakhstan. (2003)

Air Kazakhstan  – zlikwidowana kazachska narodowa linia lotnicza z siedzibą w Ałmaty. Po jej upadku rolę sztandarowego przewoźnika przejęła Air Astana.

## Flota
W 2004 roku w skład floty linii wchodziły samoloty Airbus A310, Boeing 737-200, Tu-154, Tu-134, Ił-86 i Jak-42.

## Kierunki lotów
| Kraj                         | Porty lotnicze                                                                 |
| ---------------------------- | ------------------------------------------------------------------------------ |
| Azerbejdżan                  | Baku                                                                           |
| Niemcy                       | Frankfurt, Hanower                                                             |
| Węgry                        | Budapeszt                                                                      |
| Indie                        | Baku                                                                           |
| Kazachstan                   | Aktau, Ałmaty, Astana, Atyrau, Karaganda, Kustanaj, Pawłodar, Szymkent, Uralsk |
| Rosja                        | Moskwa                                                                         |
| Korea Południowa             | Seul                                                                           |
| Tadżykistan                  | Duszanbe                                                                       |
| Tajlandia                    | Bangkok                                                                        |
| Turcja                       | Stambuł                                                                        |
| Ukraina                      | Donieck                                                                        |
| Zjednoczone Emiraty Arabskie | Dubaj                                                                          |